# 十字架门
43°46′14.73″N 11°16′15.59″E / 43.7707583°N 11.2709972°E

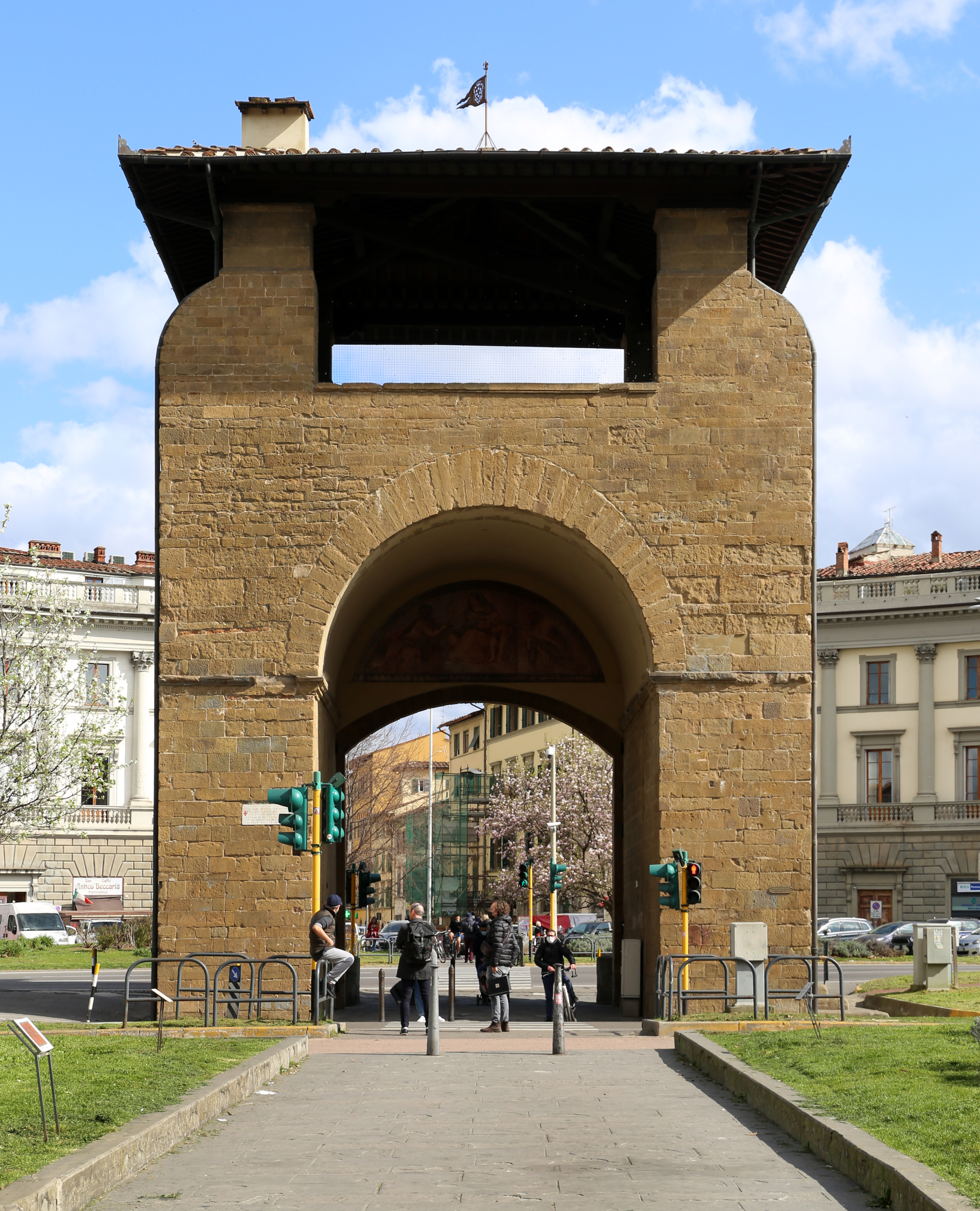
十字架门

十字架门（Porta alla Croce）是佛罗伦萨城墙幸存的一座宏伟城门。
它坐落在贝卡里亚广场，19世纪与环形林荫大道一同开辟的交通环岛。 
“十字架”这个名字或多或少唤起回忆，贝卡里亚广场是殉道者圣米尼亚托被斩首的位置，传说他拿着头，走过阿尔诺河，上了山，后来那里建起了圣米尼亚托大殿。